# Paul Schellhas

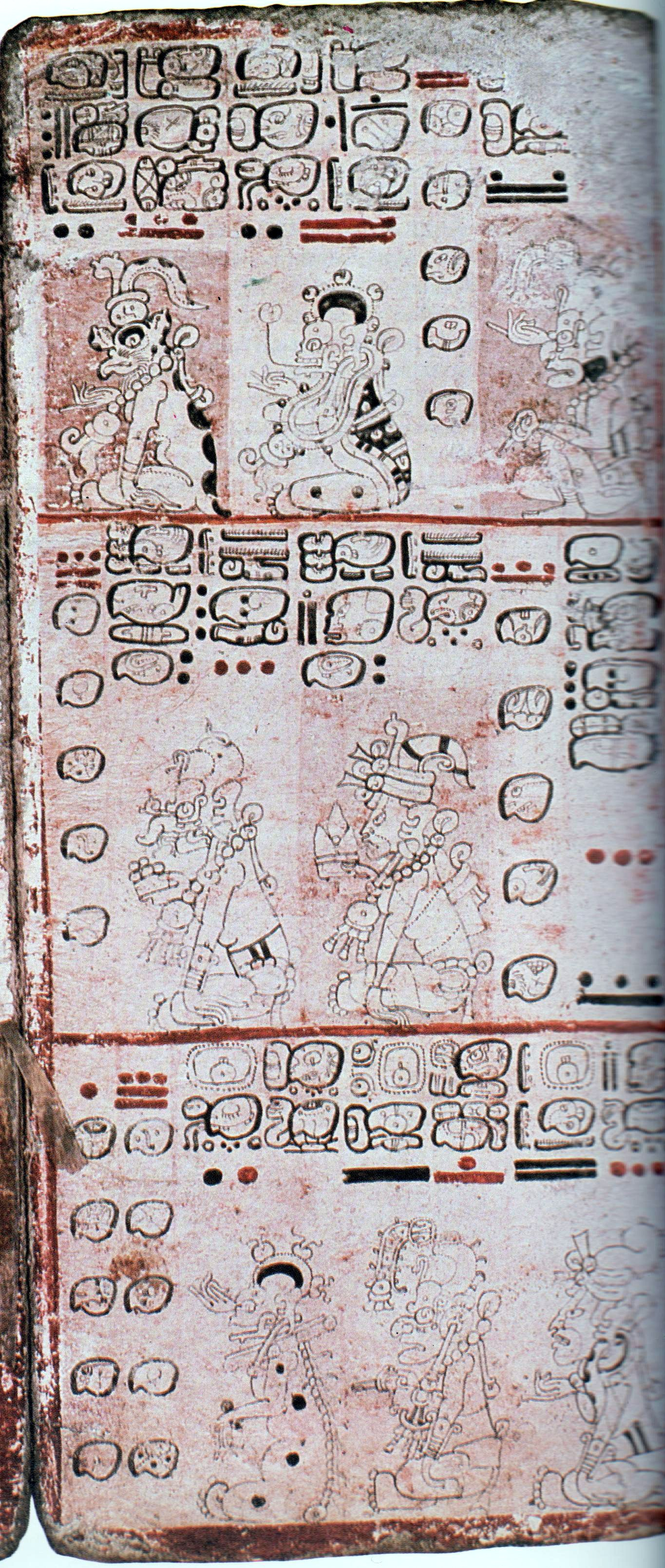
Página 10 de la Códice Dresdensis

Paul Schellhas (16 de noviembre de 1859, Berlín-25 de abril de 1945) fue un abogado alemán e investigador maya.

## Biografía

### Vida
Schellhas fue hijo del comerciante Julius Schellhas en Berlín. Inicialmente se dedicó a su carrera profesional y se convirtió en abogado. Después de estudiar derecho y cameralística en Berlín, se doctoró en 1884. Trabajó inicialmente como abogado, luego fue nombrado juez en el tribunal de distrito de Charlottenburg alrededor de 1900 y fue juez de distrito hasta su jubilación.

### Carrera
Como trabajo de medio tiempo, Schell primero se ocupó de la escritura jeroglífica egipcia, hasta que el manuscrito maya ilustrado que se conserva en la Biblioteca Estatal de Sajonia en Dresde le causó una impresión duradera. A partir de entonces, sus esfuerzos se centraron en descifrar la escritura maya . Aquí recibió un importante apoyo de Ernst Förstemann . Su contribución más destacada al tema entre 1892 y 1904 fue la identificación de unos 30 dioses mayas, a los que rotuló, por ejemplo dios B para Chaac, dios D para Itzamná, dios K para K'awiil o diosa O para Ix Chel, y sus letras de nombre.
Cerca de 90 % de la escritura maya puede ser interpretada por ende, la suposición de Schellhas de que es ideográfica es refutada como errónea. Sin embargo, su aportación investigadora sigue gozando de un gran reconocimiento como contribución a la decodificación de la escritura. Schell recomendó desde el principio la inclusión de textos sobre cerámicas funerarias y señaló la posibilidad de interpretar las leyendas de los monumentos de piedra como los nombres propios de las personas representadas. Desde 1959, esto ha sido realizado por Heinrich Berlin y Tatiana Proskouriakoff, entre otros, y más tarde también por Michael D. Coe.

### Reconocimientos
Schellhas fue miembro honorario de la Sociedad Antropológica de Washington D. C. Murió en 1945 durante los combates en la Batalla de Berlín. Hoy se encuentra en el cementerio de guerra en el cementerio forestal de Zehlendorf.

## Obra
- Ideale und Idealismus im Recht, 1886
- Die Göttergestalten der Maya-Handschriften: Ein mythologisches Kulturbild aus dem Alten Amerika, Dresde 1897
- Die gerichtliche Aktenkunde, 1900
- Die Konkurssachen in der gerichtlichen Praxis, 1902
- Rundfunk und Urheberrecht, Berlín 1929
- Die Stele 12 von Piedras Negras, in: Zeitschrift für Ethnologie 66, 1934, S. 416–422
- Fünfzig Jahre Mayaforschung, in: Zeitschrift für Ethnologie 69, 1937, S. 365–389
- Die Entzifferung der Mayahieroglyphen ein unlösbares Problem?, in: Ethnos 10, 1945, S. 44–53